# Agostino Dati
Pour les articles homonymes, voir Dati.
Agostino Dati est un orateur, historien et philosophe italien, né à Sienne en 1420, et mort dans la même ville le 6 avril 1478. Érasme l'a loué comme étant un des maîtres italiens de l'éloquence en 1489.

## Biographie
Agostino Dati est le fils de Niccolò Dati, avocat à Sienne, et d'Angelica. Il a été l'élève de François Philelphe quand ce dernier enseignait à Sienne, en 1435. Quand Philelphe a quitté la ville, on lui a demandé qui était, parmi ses élèves, le plus habile, il a répondu que c'était incontestablement le Bègue, c'était ainsi qu'il appelait Agostino Dati car, dans sa jeunesse, il avait du mal à prononcer certaines lettres. Pour faire cesser ce défaut qui l'empêchait de prononcer des discours en public, Dati a employé les mêmes moyens que Démosthène en mettant des petits cailloux dans sa bouche et essayant de parler sans défaut de prononciation.
Après avoir étudié le latin et le grec, il s'est intéressé à l'hébreu puis est passé à la philosophie et à la théologie.
Oddantonio II de Montefeltro, duc d'Urbino, ayant entendu parler de lui favorablement l'a appelé dans sa ville pour y enseigner les belles-lettres. Dati y est arrivé le 29 avril 1442 mais il ne s'y est pas plu en l'absence du duc. Celui-ci étant revenu, il l'a souvent appelé près de lui pour s'entretenir avec lui. Les excès du duc l'ayant rendu odieux à son peuple, il fut assassiné un an et demi plus tard, dans la nuit du 21 au 22 juillet 1444. Dati a eu de la peine à se sauver de la fureur de la populace qui a pillé sa maison et il s'est réfugié dans une église. Le successeur, Frédéric III de Montefeltro, lui a promis de le dédommager et de lui donner une bonne pension pour l'engager de rester à Urbino mais il a préféré revenir à Sienne.
À part une visite à Rome à la demande du pape Nicolas V, Dati est resté à Sienne où il a ouvert un collège. Il y a enseigné la rhétorique et les humanités. L'archevêque de Sienne et cardinal Francesco Piccolomini lui a accordé par lettres le droit d'enseigner publiquement l'Écriture sainte quoiqu'il ait été marié, alors que les règlements de l'Académie l'interdisaient. Son fils, Niccolò, disait qu'il avait entendu son père prêcher pendant le Carême dans l'église. Au cours de cérémonies publiques, il prononçait des discours en latin, langue utilisée pour tous les événements importants.
La république de Sienne l'a nommé secrétaire le 13 avril 1457. Il a gardé cet emploi pendant deux années. Il a été juge de Massa en 1458 et a conservé ce poste pendant plusieurs années. Quand le pape Pie II est venu à Sienne, il a été choisi pour le haranguer. Il a aussi été à Rome pour négocier quelques affaires auprès du pontife. À la fin de sa vie, il a abandonné la lecture des auteurs profanes pour se consacrer à la lecture des saintes Écritures et des auteurs ecclésiastiques.
Agostino Dati qui s'était marié à l'âge de 35 ans avec Marguerite Petrone dont il a eu trois enfants est mort de la peste à Sienne, le 6 avril 1478.

## Publications
Niccolò Dati a fait paraître les ouvrages de son père dont la meilleure édition date de 1503 : Augustini Dati senensis opera, 1503 (lire en ligne)
- De animi immortalitate libri X,
- Orationum libri septem,
- Epistolarum libri tres,
- Fragmenta senensium historiarum, libris tribus,
- Plumbinensis historia,
- Isagogicus libellus pro conficiendis et epistolis et orationibus, ce livre est aussi connu sous le nom elegantiarum libellus,
- Stromatum liber I,
- Sermo de voluptate,
- Isagoge de ordine dicendi ad Nicolam filium,
- De novem verbis contra vulgatam multorum opinionem,
- De genio et geniali Hieme tractatus,
- Lectio prima, cum Virgili Æneidem publice explicare cæpisset,
- Tractatus de vita beata,
- Platonis libellus, qui Halcyon inscribitur, quem Augustinus Dathus è græco sermone in latinum convertit,
- De septem virtutibus libellus,
- De sacramentis panis et aquæ libri duo,
- Libellus flosculorum